# 콜린 젱크
콜린 젱크(Colleen Zenk, 1953년 1월 20일 ~ )는 미국의 배우이다.

## 출연 작품
- 익스트랙션: 솔져스 (2019)
- 블루 라이브즈 매터 (2017)
- 어바웃 스카우트 (2015)
- 리비 (2013)